# Yamaha YZF600R Thundercat
De Yamaha YZF600R Thundercat is een sportmotorfiets van de Japanse fabrikant Yamaha. De motorfiets was van 1996 tot 2004 op de Europese de markt, in de Verenigde Staten tot 2007.
De voorganger van de Yamaha YZF600R was de Yamaha FZR-600R. Meer over de geschiedenis is te vinden op Yamaha FZR-serie.

## Specificaties
| Motor              | Motor                        |
| ------------------ | ---------------------------- |
| Type               | viercilinder, viertakt, DOHC |
| Cilinderinhoud     | 599 cc                       |
| Vermogen           | 74 kW                        |
| Koeling            | vloeistof                    |
| Distributie        | 4 kleppen per cilinder       |
| Boring × slag      | 62,0 × 49,6 mm               |
| Smering            | nat (olie)carter             |
| Compressie         | 12,4:1                       |
| Maximumkoppel      | 73 Nm @ 11.500 t.p.m.        |
| Topsnelheid        | 240,0 km/u                   |
| Eindoverbrenging   | ketting                      |
| Koppeling          | natte meerplaatskoppeling    |
| Versnellingsbak    | 6 verhoudingen               |
| Rijwielgedeelte    |                              |
| Frame              | staal                        |
| Ophanging vooraan  | telescopische voorvork       |
| Ophanging achter   | enkele veer/schokbreker      |
| Voorrem            | twee 298 mm zwevend          |
| Achterrem          | een 245 mm remschijf         |
| Voorband           | 120/60 ZR 17 (55W)           |
| Achterband         | 160/60 ZR 17 (73W)           |
| Maten en gewichten |                              |
| Lengte             | 207 cm                       |
| Breedte            | 75,4 cm                      |
| Hoogte             | 119 cm                       |
| Zadelhoogte        | 81 cm                        |
| Wielbasis          | 141,5 cm                     |
| Grondspeling       | 135 mm                       |
| Gewicht (droog)    | 187 kg                       |
| Tankinhoud         | 19 liter (incl. 3,1 reserve) |
| Diversen           |                              |
| Kleurvariaties     | zilver rood geel blauw       |